# Jimi Blue Ochsenknecht
Jimi Blue Ochsenknecht (Múnich, Alemania; 27 de diciembre de 1991) es un actor, rapero y cantante alemán. Es hijo de Uwe Ochsenknecht. Su hermano Wilson González Ochsenknecht también es actor.

## Filmografía
- 1999: Sabiduría garantizada (Erleuchtung garantiert)
- 2003: La panda del patio (Die Wilden Kerle – Alles ist gut, solange du wild bist!)
- 2005: Auf den Spuren der Vergangenheit
- 2005: Las fieras fútbol club 2 (Die Wilden Kerle 2)
- 2006: Las fieras fútbol club 3: El ataque de las vampiresas (Die Wilden Kerle 3 – Die Attacke der Biestigen Biester)
- 2007: Las fieras fútbol club 4: El ataque de las luces plateadas (Die Wilden Kerle 4 – Der Angriff der Silberlichten)
- 2008: Las fieras fútbol club 5: Más allá del horizonte (DWK 5 – Die Wilden Kerle: Hinter dem Horizont)
- 2008: Verano (Sommer)
- 2009: Gangs
- 2011: Homies

## Premios
- 2004: Undine Award – Mejor actor debutante por Die Wilden Kerle – Alles ist gut, solange du wild bist!.
- 2005: Bravo Otto en Bronce– en la categoría Estrella de cine masculina.
- 2006: Bravo Otto en Plata– en la categoría Actor favorito.
- 2007: Bravo Otto en Oro- en la categoría Cantante y Bronce en la categoría Actor
- 2007: Jetix Award -Estrella de televisión más cool
- 2008: Steiger Award 2008– Nueva Generación
- 2008: New Faces Award

## Discografía

### Álbumes
| Año  | Título         | Posiciones | Posiciones | Posiciones | Observaciones                                         |
| Año  | Título         | Alemania   | Austria    | Suiza      | Observaciones                                         |
| ---- | -------------- | ---------- | ---------- | ---------- | ----------------------------------------------------- |
| 2007 | Mission Blue   | 16         | 14         | 57         | Publicación: 2 de noviembre de 2007 Ventas: + 100.000 |
| 2008 | Sick Like That | 29         | 29         | 52         | Publicación: 31 de octubre de 2008 Ventas: +          |

### Sencillos
| Año  | Título                                  | Posiciones | Posiciones | Posiciones | Observaciones                         |
| Año  | Título                                  | Alemania   | Austria    | Suiza      | Observaciones                         |
| ---- | --------------------------------------- | ---------- | ---------- | ---------- | ------------------------------------- |
| 2007 | I’m Lovin … (L.R.H.P.) Mission Blue     | 5          | 8          | 23         | Publicación: 12 de octubre de 2007    |
| 2008 | All Alone Mission Blue                  | 13         | 26         | –          | Publicación: 11 de enero de 2008      |
| 2008 | Hey Jimi Mission Blue                   | 24         | 26         | 46         | Publicacióng: 28 de marzo de 2008     |
| 2008 | The One (Thom con Jimi Blue) Sommer OST | 54         | 74         | –          | Publicación: 18 de abril de 2008      |
| 2008 | Key to the City Sick Like That          | 13         | 24         | –          | Publicación: 20 de septiembre de 2008 |
| 2008 | Best Damn Life Sick Like That           | 67         | –          | –          | Publicación: 21 de noviembre de 2008  |